# Niagassola
Niagassola és una població del nord-est de Guinea, capital de la subprefectura del seu nom a la prefectura de Siguiri, regió de Kankan. Està propera a la frontera amb Mali. No disposa d'electricitat i només té tres bombes d'aigua. És coneguda modernament per tenir el balafon (un instrument musical similar a un xilofon) més antic del món, objecte reverenciat pels mandings; aquest balafon s'anomena Sosso-Bala i data del segle xiii; està inclòs en el patrimoni intangible de la Humanitat de la UNESCO.
El primer a arribar-hi fou el tinent Valière enviat pel coronel Borgnis-Desbordes en la seva segona campanya a començaments del 1882; Valière va explorar el Birgo i el millor camí entre Kita i Niagassola (al sud-sud-est de l'anterior). Aquell mateix estiu la població fou amenaçada per Samori Turé en aliança amb Abdallah de Mourgoula, però a finals d'any el coronel francès va conquerir Mourgoula i va assegurar el control de Niagassola. L'estiu de 1886 Samori Turé es va presentar al país de Bidiga, nominal protectorat francès, on va recaptar impostos; al començament de l'hivern va capturar indígenes dels pobles dependents de Niagassola però el tinent Marcantoni es va mostrar ferm i va obligar al seu alliberament; no obstant la gent de Samori va arrasar moltes cases de la població local. El 1887 Joseph Galliene va marxar per establir un fort a Siguiri i aleshores Niagassola era el darrer punt segur pels francesos que després van consolidar les seves possessions més enllà.